# Wagener (South Carolina)
Wagener is een plaats (town) in de Amerikaanse staat South Carolina, en valt bestuurlijk gezien onder Aiken County.

## Demografie
Bij de volkstelling in 2000 werd het aantal inwoners vastgesteld op 863.
In 2006 is het aantal inwoners door het United States Census Bureau geschat op 877, een stijging van 14 (1,6%).

## Geografie
Volgens het United States Census Bureau beslaat de plaats een oppervlakte van
3,3 km², geheel bestaande uit land. Wagener ligt op ongeveer 142 m boven zeeniveau.

## Plaatsen in de nabije omgeving
De onderstaande figuur toont nabijgelegen plaatsen in een straal van 24 km rond Wagener.